# Girl’s Not Grey
«Girl’s Not Grey» — песня калифорнийской рок-группы AFI. Выпущена в качестве дебютного сингла с их шестого студийного альбома Sing the Sorrow в июне 2003 года. Это один из наиболее успешных синглов, поднявшийся на 7-ю строчку чарта Alternative Songs и 14-ю строчку чарта Bubbling Under Hot 100 Singles. Также песня заняла 50-ю строчку в ТОП-50 величайших гитарных рифов первого десятилетия XXI века по версии журнала Total Guitar. Клип на песню был спродюсирован Дэвидом Слэйдом.
Также песня звучит в видеоиграх Rock Band 2 и Guitar Hero 5, а также в приложении Tap Tap Revenge для iPod touch.

## Список композиций
Промо CD
1. «Girl’s Not Grey» — 3:10

Промо VHS
1. «Girl’s Not Grey» (Final) (Клип) — 3:11

США — промо 7"
1. «Girl’s Not Grey» — 3:10
2. «Now The World» (С сессий Sing the Sorrow) — 3:45

Британия — 7"
1. «Girl’s Not Grey» — 3:10
2. «The Hanging Garden» (live at BBC Maida Vale Studio) — 3:45

Европа
1. «Girl’s Not Grey» — 3:10
2. «This Celluloid Dream» (Demo) — 4:18
3. «Synesthesia» (Demo) — 4:35
4. «Girl’s Not Grey» (Final) (Клип) — 3:11

Германия
1. «Girl’s Not Grey» — 3:10
2. «This Celluloid Dream» (Demo) — 4:18

Британия — CD 1
1. «Girl’s Not Grey» — 3:10
2. «The Hanging Garden» (live at BBC) — 3:45
3. «Synesthesia» (Demo) — 4:35
4. «Girl’s Not Grey» (Final) (Клип) — 3:11

Британия — CD 2
1. «Girl’s Not Grey» — 3:10
2. «Reiver’s Music» (С сессий 336) — 3:23
3. «Now The World» (С сессий 336) — 4:01
4. «Girl’s Not Grey» (Prelude) (Клип) — 3:11